# Hutt Peak
Hutt Peak är en bergstopp i Antarktis. Den ligger i Västantarktis. Inget land gör anspråk på området. Toppen på Hutt Peak är 2 574 meter över havet.
Terrängen runt Hutt Peak är huvudsakligen kuperad. Trakten är obefolkad. Det finns inga samhällen i närheten.